# 万箭穿心
《万箭穿心》（Feng Shui），是根据作家方方同名小说改编的电影，拍摄于2012年，同年11月26日公映。王竞导演，吴楠编剧，著名导演谢飞担任艺术顾问，颜丙燕主演。

## 剧情
1990年，在一個一家三口的武漢普通家庭裡，丈夫馬學武（焦剛飾）是出身于县城老师家庭的高学历的國營企業的主任，沉默隐忍。妻子李寶莉（顏丙燕飾）則是武汉本地菜贩子家庭出身小学肄业早早下岗替人看摊打发时间的小販，蛮横泼辣。兩人有一個唸小學的兒子小寶。某日，一家三口因马学武分到商品房搬进新居，李宝莉与搬家工人当街大吵，并在搬完后当众辱骂给工人派烟的马学武“真贱”。当晚，多年隐忍被随意辱骂使唤的馬學武突然爆发,向李宝莉提出離婚。李宝莉百般撒泼阻挠皆不能挽回，最后以儿子小宝做威胁迫使丈夫暂时不离婚。李宝莉始终不相信马学武敢脱离她的掌控，于是跟踪马学武，發現马学武在賓館和其他女人幽會。愤怒的李宝莉选择匿名报警，致使马学武以“嫖娼”罪名被抓，再假装大度将其接回家，让其在家庭中更加抬不起头。然而事情的发展渐渐脱离了李寶莉的掌控，当时正是下崗大潮初期，作为领导的馬學武工作原本稳定，却因“嫖娼”一事下崗，遭受灭顶之灾，同时他意外发报警栽赃自己“嫖娼”的正是妻子李寶莉，在婚姻，事业，生活一连串的打击之下，馬學武跳河自尽。 
李寶莉的好友小景（趙倩飾）認為所有紛至沓來的厄運都是因為李家房屋的風水不好，多條馬路穿過，風水上稱為「萬箭穿心」。但李寶莉不相信命運，下定決心靠著挑扁擔撐起這個家，獨力照顧年邁的婆婆及年幼的兒子。
十年后，對於父親死亡一事一直心存疑惑的兒子小寶（李現飾），在高考後，意外发现父亲自杀背后的真相，进而發現母親在外和一位名叫建建（陳剛飾）的刚出狱的市井流氓相好。小寶無法原諒母親，認為是母親逼死了父親，於是母子倆在頂樓起了激烈的爭執……。

## 演員
- 李寶莉：顏丙燕飾；城市底层姑娘，小学肄业，性格要強泼辣，對家人有極強的掌控慾望。
- 馬學武：焦剛飾；小城镇出身，虽然高学历，且为家庭经济支柱，但膽小懦弱，逐漸忍受不了李寶莉對自己的輕贱辱骂，搬入新房後提出离婚，經歷离婚失败，出軌，被捕，以及下崗後，最終絕望跳江。
- 建建：陳剛飾：市场流氓，与寶莉交好，曾坐牢多年。
- 小景：趙倩飾：寶莉闺蜜，苦口婆心劝说帮助寶莉多年，但难以阻止悲剧。
- 奶奶：何明兰飾：馬學武之母，小城镇退休教师，到访后被寶莉嫌弃，被逼连夜离开，后被儿子和孙子追回。儿子去世后，照顾孙子，虽然怨恨儿媳，但也同情儿媳多年操劳，始终不知儿子去世前的经历。
- 小寶：李現飾：寶莉儿子，从小更多由父亲照顾长大，对父亲和奶奶感情极深，因寶莉的多年来对自己和父亲的打骂而对寶莉有隔阂，一直怀疑父亲的死因，发现真相后与寶莉决裂。

## 制作
筹备初期，小说已经被其他编剧改编过，但谢飞都不太满意，直到80后编剧吴楠接手，为了不使影片呈现的过于悲惨，她改编时删去了小说中卖血养儿的情节。

## 评价
影片公映后获得极佳的评价，凤凰网评“现实质感难得”更盛赞“李宝莉的扮演者颜丙燕，用全身心的投入完成了一次可以用伟大来形容的表演”。 也因此片獲頒數個影后獎座。
《国际银幕》影评人马克·亚当斯对影片亦给予了很高评价：“由北京女演员颜丙燕精彩表演驱动、有力量又吸引人的剧情片《万箭穿心》是一出讲述生活苦难的佳作。”

## 票房
尽管有好口碑，但影片票房却不理想，首周仅过200万，最终票房未过500万人民币。

## 获奖与提名
| 评奖名称                           | 奖项                 | 姓名   | 结果        |
| ---------------------------------- | -------------------- | ------ | ----------- |
| 《青年电影手册》“华语十佳”年度评选 | 年度影片             | 王竞   | 獲獎        |
| 《青年电影手册》“华语十佳”年度评选 | 年度女演员           | 颜丙燕 | 獲獎        |
| 第四屆中国電影導演協會             | 年度影片             | 王竞   | 提名        |
| 第四屆中国電影導演協會             | 年度女演员           | 颜丙燕 | 獲獎        |
| 第四届中国影协杯优秀电影剧本奖     | 优秀剧本             | 吴楠   | 獲獎        |
| 第三届北京国际电影节天坛奖         | 最佳影片             | 王竞   | 提名        |
| 第三届北京国际电影节天坛奖         | 最佳女主角           | 颜丙燕 | 獲獎        |
| 第13届数字电影百合奖               | 优秀故事片           |        | 獲獎-一等奖 |
| 第13届数字电影百合奖               | 优秀编剧             | 吴楠   | 獲獎        |
| 第13届数字电影百合奖               | 优秀女演员           | 颜丙燕 | 獲獎        |
| 第22届上海影评人奖                 | 年度十佳影片         |        | 獲獎        |
| 第13届华语电影传媒大奖             | 最佳影片             |        | 提名        |
| 第13届华语电影传媒大奖             | 最佳导演             | 王竞   | 提名        |
| 第13届华语电影传媒大奖             | 最佳编剧             | 吴楠   | 提名        |
| 第13届华语电影传媒大奖             | 最佳女主角           | 颜丙燕 | 獲獎        |
| 第13届华语电影传媒大奖             | 最佳男配角           | 焦刚   | 提名        |
| 第29届中國電影金雞獎               | 最佳导演             | 王竞   | 提名        |
| 第29届中國電影金雞獎               | 最佳编剧（改编剧本） | 吴楠   | 提名        |
| 第29届中國電影金雞獎               | 最佳女主角           | 顏丙燕 | 提名        |
| 第29届中國電影金雞獎               | 最佳男配角           | 焦刚   | 提名        |
| 第29届中國電影金雞獎               | 最佳录音             | 王长锐 | 提名        |
| 第29届中國電影金雞獎               | 最佳音乐             | 杨思力 | 提名        |
| 第29届中國電影金雞獎               | 最佳中小成本故事片   |        | 獲獎        |
| 2013伦敦国际华语电影节             | 最佳影片金骑士奖     |        | 獲獎        |
| 2013伦敦国际华语电影节             | 最佳女主角           | 颜丙燕 | 獲獎        |
| 2013伦敦国际华语电影节             | 最佳美术设计         |        | 獲獎        |
| 第15届中国电影华表奖               | 优秀故事片奖         |        | 獲獎        |
| 第15届中国电影华表奖               | 优秀女演员奖         | 颜丙燕 | 獲獎        |

## 退赛争议
本片入围第25届东京国际电影节主竞赛单元角逐大奖，放映后夺奖呼声很高，却由于片方基于当时中日关系紧张等理由退赛。在中国内地引发争议，艺术顾问谢飞亦对片方决定表示了抗议和反对，并发表声明痛斥“文化砸车”式行为。

## 相关链接
- 互联网电影数据库（IMDb）上《萬箭穿心》的资料（英文）
- 时光网上《万箭穿心》的資料（简体中文）
- 豆瓣电影上《万箭穿心》的資料 （简体中文）